# Send Me Your Money
«Send Me Your Money» es una canción de la banda estadounidense de hardcore punk y crossover thrash, Suicidal Tendencies, lanzada como segundo sencillo de su quinto álbum de estudio de 1990, Lights...Camera...Revolution!. Presentaba un vídeo musical que recibió mucha difusión en el Headbangers Ball de MTV y ayudó en la transición de Suicidal de una banda de hardcore punk a una de thrash metal. Este fue el primer y único sencillo de Suicidal Tendencies que llegó a las listas del Reino Unido.
"Send Me Your Money" ha ocupado un puesto habitual en la lista de canciones de conciertos de Suicidal Tendencies desde 1985, a pesar de no aparecer en un álbum hasta 1990.

## Letra y composición
La canción comienza con una introducción de batería, seguida de una línea de bajo funky de Robert Trujillo. Luego entra la guitarra y se toca el estribillo sin canción. Luego comienza el verso, y continúa como verso, estribillo, verso, estribillo, verso, estribillo, verso, estribillo. El riff principal es el mismo que en "You'll Be Sorry" (parte 2 de "Suicide's An Alternative") del álbum homónimo de Suicidal Tendencies. A lo largo de la canción, Muir ofrece letras sobre predicadores corruptos que roban a creyentes crédulos. La canción también incluye dos rápidos solos de bajo de Trujillo.

## Video musical
El video comienza con la banda tocando en una escena, luego se reproduce el coro y el video cambia entre la banda, Muir sosteniendo una cámara frente a fondos psicodélicos y una mujer desnuda mirando la televisión. Durante el resto de la canción, el vídeo cambia entre la banda, Muir y un predicador que parece muy rico. La banda también toca en una mesa. Durante el coro, todos los miembros de la banda excepto Muir cantan "Send Me Your Money" imitando un coro de góspel. El vídeo finalmente termina con Muir rompiendo el televisor con un mazo. El video también apareció en Beavis and Butt-Head para el episodio "Door to Door".
Como dato curioso, el videoclip de esta canción fue publicado en el canal de YouTube oficial de la banda pero con el nombre de "I Saw Your Mommy" (título del noveno tema que forma parte del álbum debut de la banda), lo cual es erróneo ya que a ese tema no se le realizó ningún videoclip.